# USS 블루리지 (LCC-19)
USS 블루리지 (LCC-19)는 미국 해군의 블루리지급 상륙지휘함의 네임쉽으로, 블루리지산맥의 이름을 따왔다. 일본 요코스카 해군 시설에 영구전진배치된 제7함대 사령관의 기함이다. 1970년 11월 14일 필라델피아 해군 조선소에서 취역했다.